# Гарпер (Ліберія)
Гарпер, Харпер (англ. Harper) — місто в Ліберії. Адміністративний центр графства Меріленд.

## Загальна інформація
Розташований на південному сході країни, на мисі Пальмас. Абсолютна висота — 59 метрів над рівнем моря.

### Клімат
Місто знаходиться у зоні, котра характеризується мусонним кліматом. Найтепліший місяць — квітень із середньою температурою 26.6 °C (79.9 °F). Найхолодніший місяць — серпень, із середньою температурою 24 °С (75.2 °F).
| Клімат Гарпера          | Клімат Гарпера | Клімат Гарпера | Клімат Гарпера | Клімат Гарпера | Клімат Гарпера | Клімат Гарпера | Клімат Гарпера | Клімат Гарпера | Клімат Гарпера | Клімат Гарпера | Клімат Гарпера | Клімат Гарпера | Клімат Гарпера |
| Показник                | Січ.           | Лют.           | Бер.           | Квіт.          | Трав.          | Черв.          | Лип.           | Серп.          | Вер.           | Жовт.          | Лист.          | Груд.          | Рік            |
| Середня температура, °C | 25,5           | 26,1           | 26,4           | 26,6           | 25,9           | 25             | 24,2           | 24             | 24,4           | 25,1           | 25,5           | 25,4           | 25,3           |
| Норма опадів, мм        | 60.5           | 91.9           | 119.4          | 149.1          | 325.9          | 418.8          | 189.1          | 155.3          | 267.3          | 220.6          | 183.2          | 123.5          | 2304.6         |
| Днів з опадами          | 4,6            | 4,8            | 7,1            | 10,9           | 20,7           | 22             | 16,6           | 19,5           | 21,9           | 18,1           | 15,6           | 10             | 171,8          |
| Вологість повітря, %    | 82.7           | 83.7           | 83.2           | 84             | 86.2           | 86.9           | 84.4           | 87.2           | 89.1           | 87.2           | 86.1           | 84.7           | 85.5           |
| ----------------------- | -------------- | -------------- | -------------- | -------------- | -------------- | -------------- | -------------- | -------------- | -------------- | -------------- | -------------- | -------------- | -------------- |
| Джерело: Weatherbase    |                |                |                |                |                |                |                |                |                |                |                |                |                |

## Історія
Місто було названо на честь Роберта Гудлі Гарпера — американського політика і члена колонізаційного товариства. До першої громадянської війни в Ліберії Гарпер був важливим економічним і адміністративним центром. Зараз місто повільно відновлюється, тут розташований університет Табмена ( Tubman University) — один з двох державних університетів країни. У прибережних водах водиться велика кількість риби.

## Населення
За даними на 2013 рік чисельність населення становить 19 690 осіб.
Динаміка чисельності населення міста по роках:
| 1988   | 2008   | 2013   |
| ------ | ------ | ------ |
| 18 000 | 17 837 | 19 690 |

## Відомі уродженці
У місті народився президент Ліберії з 1944 по 1971 рр. Вільям Табмен.